# Ріхард Глюкс
Ріхард Ґлюкс (нім. Richard Glücks; 22 квітня 1889, Менхенгладбах — 10 травня 1945, Фленсбург) — керівник системи нацистських концентраційних таборів (3 березня 1943 - 8 травня 1945), группенфюрер СС і генерал-лейтенант військ СС.

## Біографія
Після закінчення гімназії в Дюссельдорфі він працював у свого батька в агентстві по страхуванню від пожеж. У 1909 році Ґлюкс пішов добровольцем на один рік в армію, служив в артилерії. У 1913 році він був в Англії, потім переїхав до Аргентини, де працював трейдером в експортно-імпортної фірмі.
Після початку Першої світової війни в січні 1915 року за підробленими документами в якості матроса Ґлюкс повернувся на норвезькому судні в Німеччину. Після повернення знову пішов служити в армію. В кінці війни він став командиром моторизованого артилерійського загону.
Після війни Ґлюкс служив офіцером зв'язку між німецькими військами та Військовою комісією союзників з контролю за дотриманням обмежень, накладених на Німеччину за Версальським мирним договором щодо озброєнь і чисельності німецьких збройних сил. На цій посаді Ґлюкс служив до 1924 року. Крім цього, в 1919 році був членом Добровольчого корпусу.
У 1930 році вступив в НСДАП (квиток № 214 805), в 1932 році - в СС (особистий номер 58 706). З 6 вересня 1933  по 20 червня 1935 року Ґлюкс служив в групі СС «Захід», де дослужився до штурмбанфюрера СС. Згодом став командувачем 77-го Штандарту СС в Загальних СС.
1 квітня 1936 року Ґлюкс став керівником штабу Теодора Айке, інспектора концентраційних таборів.
Після того, як Айке, залишаючись інспектором концтаборів, одночасно очолив дивізію СС «Мертва голова» і став більшу частину часу проводити на фронті, 18 листопада 1939 року, відповідно до наказу Генріха Гіммлера, Ґлюкс отримав підвищення і став заступником Айке, як головного інспектора концентраційних таборів і начальника охоронних підрозділів. На цій посаді Ґлюкс , зважаючи на постійну відсутність Айке, фактично керував усією роботою інспекції. Здійснював керівництво будівництвом нових концтаборів, а також використанням праці ув'язнених. 
3 березня 1943 року, незабаром після загибелі Айке, Ґлюкс став головою Управлінською групи «D» в незадовго до того сформованому Головному адміністративно-господарському управлінні СС (WVHA). У веденні управлінської групи перебували всі нацистські концентраційні табори. Йому ж підпорядковувалася санітарна служба концтаборів, яка проводила медичні досліди над в'язнями.
Під час війни Ґлюкс, постійно знаходився на межі нервового зриву, почав зловживати спиртним і фактично перетворився на алкоголіка. Велику частину часу проводив у своєму штабі в Оранієнбурзі.
Коли в результаті бомбардувань союзницької авіації були знищені штаб-квартири WVHA в Берліні, 16 квітня 1945 року керівництво WVHA перемістилося до Північної Померанії. Під час наступу Радянської армії в ході Берлінської наступальної операції в кінці квітня Ґлюкс з дружиною втік до Фленсбурга. Відомо, що там він зустрічався з Генріхом Гіммлером. Після капітуляції Німеччини, він, як вважають, покінчив життя самогубством на військово-морській базі Мюрвік у Фленсбурзі 10 травня 1945 року, розкусивши ампулу з ціанистим калієм. Деякі історики стверджують, що Ґлюкс 9 травня 1945 року був заарештований британським військами та його самогубство сталося в військово-морському госпіталі у Фленсбурзі. Оскільки немає ніяких незаперечних доказів, що підтверджують самогубство Ґлюкса, деякі історики вважають, що він зник. За деякими даними, факт смерті Ґлюкса був все ж офіційно засвідчений, але подальша ексгумація трупа не дала позитивних результатів.

## Звання[4]
- Унтерштурмфюрер СС (9 листопада 1933)
- Оберштурмфюрер СС (30 січня 1934)
- Гауптштурмфюрер СС (15 березня 1934)
- Штурмбаннфюрер СС (12 травня 1934)
- Оберштурмбаннфюрер СС (9 листопада 1934)
- Штандартенфюрер СС (13 вересня 1936)
- Оберфюрер СС (12 вересня 1937)
- Бригадефюрер СС і генерал-майор військ СС (20 квітня 1941)
- Группенфюрер СС і генерал-лейтенант військ СС (9 листопада 1943)

## Нагороди[4]
- Залізний хрест 2-го і 1-го класу
- Почесний хрест ветерана війни з мечами
- Почесний кут старих бійців
- Йольський свічник (16 грудня 1935)
- Кільце «Мертва голова»
- Почесна шпага рейхсфюрера СС
- Медаль «У пам'ять 13 березня 1938 року»
- Медаль «У пам'ять 1 жовтня 1938»
- Медаль «За вислугу років у НСДАП» в бронзі (10 років)
- Медаль «За вислугу років у СС» 4-го і 3-го ступеня (8 років)
- Хрест Воєнних заслуг 2-го і 1-го класу з мечами
- Німецький хрест в сріблі (25 січня 1945)